# Dossie Easton
Dorothy "Dossie" Easton (geboren op 26 februari 1944) is een auteur en gezinstherapeut wonende in San Francisco, Californië.

## Achtergrond
Easton is een non-fictie auteur en dichter. Ze is mede-auteur van The Ethical Slut: a Guide to Infinite Sexual Possibilities, Radical Ecstasy, When Someone You Love is Kinky, The New Topping Book, en The New Bottoming Book met Janet W. Hardy.
Ze is hoofdspreker geweest op vele conferenties, zoals die van de American Association of Sex Educators, Counselors and Therapists (AASECT), the Society for the Scientific Study of Sex, en de Universiteit Hamburg.
Easton heeft peptalks gegeven op verschillende scholen en universiteiten waaronder de Universiteit van Californië, Santa Cruz; Bryn Mawr; Berkeley; Mills College; Pomona College; en San Francisco State University.
In 1960 ging Easton een levenslange verbintenis aan met haar partner. Ze leeft met haar partner in West Marin, Californië. In 1969 schaarde ze zich achter de filosofie van niet-bindende seksualiteit. Haar boeken zijn vaak gebruikt en geciteerd als fundamenteel voor de beweging van niet-bindende seksualiteit.